# Monte La Nuda (Appennino bolognese)
Il Monte La Nuda (1827 m s.l.m.) si trova nella Regione Emilia-Romagna, nella città metropolitana di Bologna, di fronte ai Balzi dell'Ora, la cresta Nord strapiombante e dentellata del Corno alle Scale (1945 m s.l.m.) ed è separato da quest'ultima dal Passo del Vallone, stretta sella dalla quale si scorge il ripidissimo versante orientale che incombe sulla valle del fiume Silla. Il monte La Nuda è situato all'interno del Parco regionale del Corno alle Scale ed  è così chiamato perché la sua parte più elevata è completamente priva di vegetazione arborea ed arbustiva: sulle sue pendici si osservano il vaccinieto e praterie rocciose che ospitano specie floricole anche rare, tipiche dell'ambiente pietroso.
Tra il monte La Nuda e il Corno alle Scale si può osservare l'esistenza di un antico circo glaciale:  chiaro esempio della conformazione del Parco Regionale. Il Circo del Cavone venne modellato, alla fine del Quaternario, durante il periodo del Würm, da 10.000 a 70.000 anni fa, da un ghiacciaio che erose lentamente le pendici del Corno alle Scale e della Nuda. Nella parte bassa del circo glaciale si trova la sorgente del Rio Piano ed un laghetto ove sorge il Rifugio del Cavone. Quest'area per il suo assetto geomorfologico è meritevole della massima tutela. Dal suddetto rifugio si diparte uno dei sentieri che portano alla Nuda.
Dalla vetta si godono spettacolari vedute sul Parco regionale del Corno alle Scale. Il panorama spazia a 360 gradi ed è bellissimo: nelle giornate limpide, la vista si spinge fino alle Alpi Apuane ed al Mare Tirreno.

## Monti omonimi
Nell'Appennino tosco-emiliano vi sono altre tre montagne chiamate Nuda: una si trova nel gruppo del Monte Giovo, presso il Lago Santo; una nei pressi del Lago del Cerreto; l'ultima  è vicina al Passo di Giovarello.